# Nashville (Ohio)
Nashville – wieś w Stanach Zjednoczonych, w stanie Ohio, w hrabstwie Holmes.